# GOLD RUSH (J-WAVEのラジオ番組)
GOLD RUSH（ゴールドラッシュ）は、かつてJ-WAVEで放送されていたラジオ番組。

## 概要
前番組『CIRCUS CIRCUS』から引き続きナビゲーターを渡部建（アンジャッシュ）が務め、流行や食、エンタメなどさまざまなジャンルから今知っておくべき旬の情報をいいとこどりして伝えるラジオ番組。
2018年4月6日から2018年9月28日までは、AbemaTV「AbemaRADIO」チャンネルで同時配信されていた。
2019年7月5日より北海道のFM NORTH WAVEでも同時ネットを開始。NORTH WAVEではHEADLINE NEWS、WEATHER INFORMATION、TRAFFIC INFORMATIONも差し替えを行わず、首都圏向けの内容がそのまま放送された。また、CM時間はサウンドプラネット向けのフィラー音声での放送（コミュニティ放送局での方式と同一）。
2017年10月20日は、渡部が夏休み中であったため相方の児嶋一哉がナビゲーターを代演。その後も2018年11月2日、2019年12月6日と、およそ年に1回のペースでナビゲーターを代演する回があった。
渡部の芸能活動自粛に伴い2020年6月5日放送を最後に降板。翌週の2020年6月12日、6月26日放送回も児嶋がナビゲーターを担当。7月3日以降は小宮山雄飛（ホフディラン）がナビゲーターを担当していた。
2020年9月18日に番組の終了が発表され、同月25日に終了した。後継番組は『START LINE』。

## 放送・配信時間
いずれもJST。
| 放送対象地域 | 放送局        | 放送時間               | 放送期間               |
| ------------ | ------------- | ---------------------- | ---------------------- |
| 東京都       | J-WAVE        | 毎週金曜 16:30 - 20:00 | 2012年10月 - 2020年9月 |
| 北海道       | FM NORTH WAVE | 毎週金曜 16:30 - 20:00 | 2019年7月 - 2020年9月  |

### 過去
インターネット配信
| 配信サイト | 配信時間               | 配信期間                     |
| ---------- | ---------------------- | ---------------------------- |
| AbemaRADIO | 毎週金曜 16:30 - 20:00 | 2018年4月6日 - 2018年9月28日 |

## 出演者

### 最終回時点での出演者
ナビゲーター
- 小宮山雄飛（2020年7月3日 - 2020年9月25日）

レポーター
- いけだてつや（2014年10月 - 2020年9月25日）
- 矢原里夏（2014年10月 - 2020年9月25日）
- 関取花（2016年10月 - 2020年9月25日）

### 過去の出演者
- 渡部建（アンジャッシュ）（2012年10月 - 2020年6月5日） - ナビゲーター
- 佐々木もよこ（2012年10月 - 2014年9月） - レポーター
- 森田涼花（2014年10月 - 2016年9月） - レポーター
- 梨衣名（2014年10月 - 2016年9月） - レポーター

#### ピンチヒッター
ナビゲーター（当時）の渡部に代わってナビゲーターを務めた出演者
- 古坂大魔王（2013年9月13日）
- 土屋礼央（2014年1月3日）
- 児嶋一哉（アンジャッシュ）（2017年10月20日、2018年11月2日、2019年12月6日、2020年6月12日、6月26日）
- 矢作兼（おぎやはぎ）（2020年6月19日）

## 主なコーナー
- 16:40【CURIOUSCOPE】
毎週、“旬”なトピックスを専門家が解説。
- 17:10【HUNGRY OUT】
季節や流行などに合わせたミッションをクリアしたお店を紹介するコーナー。
- 17:40【BUZZ TOWN】
レポーターが“旬”を探して生レポート！
- 18:10【CHINTAI TRAVEL AROUND THE WORLD】
旅行がもっと楽しくなる世界各地の旬情報を現地の達人に紹介してもらうコーナー。
- 18:30【SHOKOKAI MEET UP】
幅広いジャンルで活躍するアーティストやクリエイターなどを迎えるゲストコーナー[10]。2014年1月から全国商工会連合会がスポンサー。
- 19:30【SPONAVI】
週末に盛り上がるや、今話題の“旬”のスポーツトピックスを専門家が解説するコーナー。

## 終了したコーナー
- 【ENTAMAX】
世の中の気になるエンタメの“旬”をいち早く紹介する。 2013年9月27日終了。

- 【ZAGAT SURVEY GOURMET DISCOVERY】
前番組「CIRCUS CIRCUS」から引き継いだコーナー。季節や流行などに合わせたミッションをクリアしたお店を紹介。 2013年9月27日終了。

- 【MARTIN GUITAR SOUND HOLE UNIVERSE】
月替わりのゲスト（主にギタリスト）が、トークの他アコースティック・ギターの弾き語りを行う。 2020年6月26日終了[11]。